# Râul Roșcani, Chineja
Râul Roșcani este un curs de apă, afluent al râului Chineja. 